# Església Ortodoxa de Constantinoble
L'Església Ortodoxa de Constantinoble, que té el nom històric de Patriarcat Ecumènic de Constantinoble, és una de les esglésies autocèfales integrades en la comunió ortodoxa.

## Història
Constantí el Gran va crear el patriarcat com a segona jerarquia després de Roma el 330 i el 381 el concili de Constantinoble li va atorgar primacia, ja que es considerava a la ciutat la nova Roma, cosa que no fou acceptada pels Papes. Els patriarques però van ser protegits pels emperadors orientals i romans d'Orient. El 451 el concili de Calcedònia li va donar primacia a l'Àsia Menor i Tràcia cosa també rebutjada per Roma. El legat papal a Constantinoble va rebre l'estatus de Patriarca Llatí de Constantinoble el 1215. Després de caure Constantinoble en mans dels turcs la figura va mantenir la seva autoritat religiosa entre els ortodoxos però va perdre tota influència. La figura de Patriarca Llatí va desaparèixer.
Vegeu: Patriarca de Constantinoble i la llista de Patriarques de Constantinoble.

## Imatges

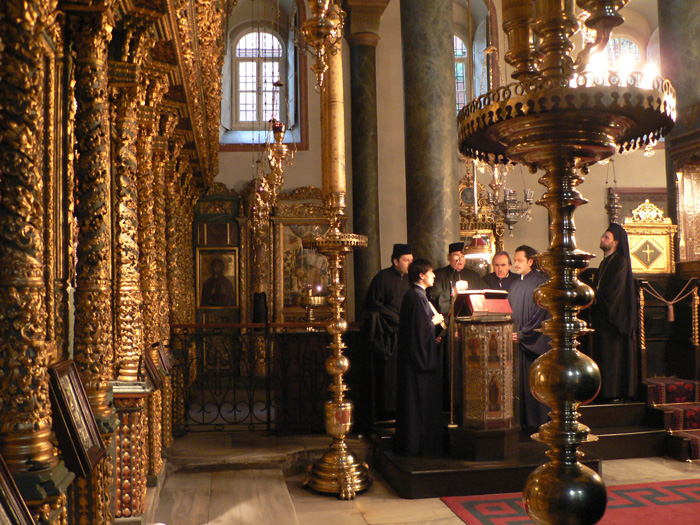
Cerimònia a la Basílica Patriarcal de Sant Jordi
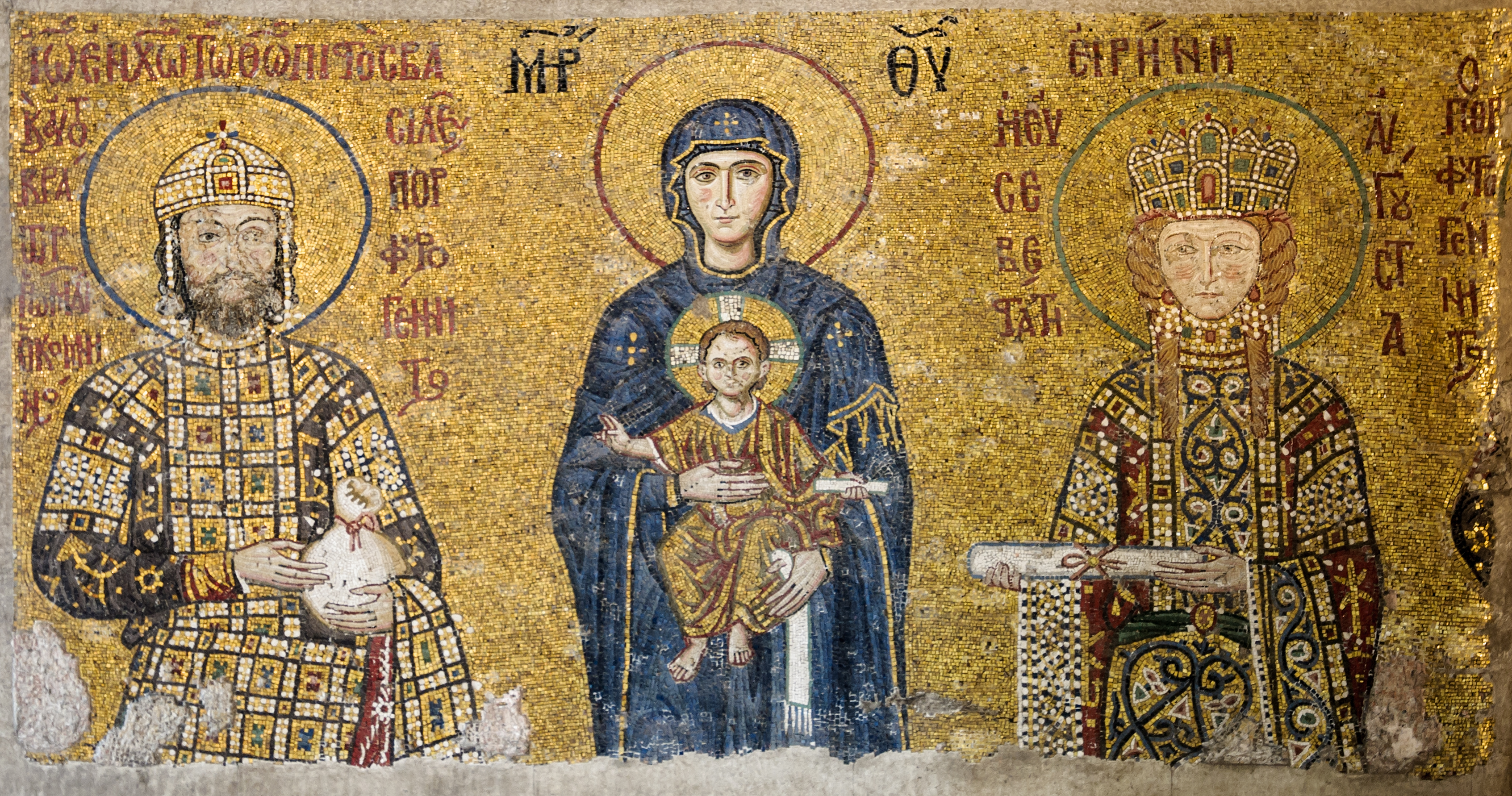
Mosaic a l'antiga basílica de Santa Sofia
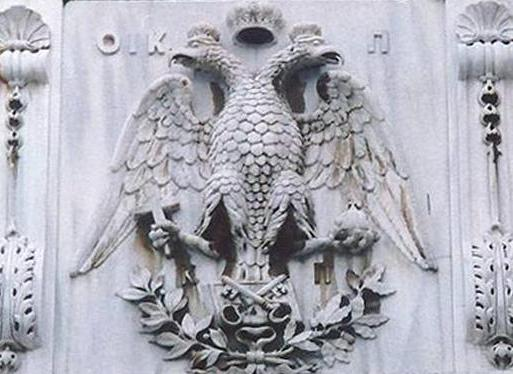
Escut Imperial a la façana de la Basílica Patriarcal de Sant Jordi